# Доколониальная история Тимора
Тимор — остров в Юго-Восточной Азии. Геологически является микроконтинентом. В 1515 году стал колонией Нидерландов (Западный Тимор) и Португалии (Восточный Тимор).

## Ранняя история
Остров Тимор был заселён в ходе человеческих миграций, которые населяли Австралазию в целом. Считается, что потомки после трёх волн миграции все ещё живут в стране. Первые описываются антропологами как люди, прибывшие с севера и запада по крайней мере 42 000 лет назад. В 2011 году были обнаружены доказательства в пещере в Джерималае, свидетельствующие о том, что эти ранние поселенцы обладали высоким уровнем морских навыков в это время, и, как следствие, технологиями, необходимыми для пересечения океана, чтобы достичь Австралии и других островов. Они ловили и потребляли большое количество крупной глубоководной рыбы, такой как тунец. Раскопки также обнаружили один из самых ранних рыболовных крючков в мире, возраст которого оценивается от 16 000 до 23 000 лет.
Около 3000 года до н. э. вторую миграцию принесли меланезийцы. В это время более ранние ведские народы уходили в гористую местность. Наконец, прото-малайцы прибыли из южного Китая и северной части Индокитая. Мифы тиморцев рассказывают о предках, которые плавали вокруг восточной оконечности Тимора, прибывая на сушу с юга. В некоторых историях рассказывается также о предках, прибывших с Малайского полуострова; называются также минангкабау на Суматры.

## Тиморцы
Более поздние тиморцы не были моряками, скорее они были ориентированными на земледелие народами, не вступавшими в контакт с населением других островов. Тимор был одним из множества небольших островов, населённых земледельцами; сейчас их потомки в основном проживают в восточной части Индонезии. Связь с внешним миром осуществлялась через сети иностранных мореплавателей из Китая и Индии, которые «обслуживали» архипелаг. Продукция, ввозимая в регион, включала товары из металла, рис, текстиль и монеты, которые обменивали на местные специи, сантал, рог оленя, пчелиный воск и рабов.
В течение IX—XIII веков на Тиморе сформировалась устойчивая модель социальной организации, в основе которой лежали родовые общины. На языке тетум они назывались «uma lulik», что можно перевести как «сакральные семейства» (дословно — «священный дом»). В рамках такой организации общества верховное управление осуществлялось старейшинами родов («datolulik»), являвшимися носителями религиозной власти, и светскими вождями, носившими титул «лиурай» («liurai»). Старейшины являлись хранителями и толкователями родовых традиций, подбирали и назначали носителей светской власти, т. е. лиураев, а также следили за соблюдением семейно-брачных норм. Лиураи осуществляли руководство в наиболее важных вопросах общественной жизни, в частности таких, как ведение военных действий или обеспечение безопасности родовых старейшин. Если лиурай объявлял войну другой общине, то всё мужское население, способное носить оружие, должно было следовать за ним. По мнению некоторых исследователей, сложившаяся система общественных отношений означала наличие дуализма духовной и светской власти.
Однако, согласно представлениям тиморцев, центральную часть (ядро) «сакрального семейства» занимали их предки-основатели, являющиеся для них носителями высшей мудрости и даже после своей смерти оказывающие влияние на течение жизни. Эти люди первыми заселили землю, на территории которой расположена община, и приступили к её возделыванию.
Родовые общины тиморцев были экзогамны и строились на основе патрилинейности. Нормой считалась вирилокальная, а, по сути, патрилокальная модель, но в действительности был возможен и противоположный ей вариант: это решалось на этапе согласования брачного контракта («barlaki») между семьями вступающих в брак молодых людей. Если семья невесты не желала расставаться с обещанным ей в качестве приданого имуществом, или семья жениха была слишком бедна, чтобы заплатить брачный выкуп, то был возможен уксорилокальный вариант поселения новобрачных, однако мужчина в таком случае рассматривался как «неполноценный» и «ущербный» с точки зрения своего социального статуса. Вне зависимости от варианта поселения, заключение брака вело к установлению связей между общинами супругов.
В это же самая время наблюдается процесс имущественной и социальной дифференциации тиморского общества. В ходе этого процесса наиболее состоятельные общинники формировали круг своих сторонников, которые помогали им достигнуть более высокого общественного положения, а именно войти в круг родовых старейшин или стать лиураями. В качестве критериев богатства и высокого социального статуса теперь выступали такие признаки, как наличие поголовья личного скота (в первую очередь свиней), запасов сельскохозяйственной продукции, служивших для организации праздничных мероприятий, а также обладание редкой и искусно изготовленной домашней утварью, нательными украшениями, парадным оружием и другими атрибутами аналогичного свойства. Вместе с тем усиление позиций отдельных лиц в пределах общин вело и к усилению и повышению общественного положения тех родовых и большесемейных коллективов, в которые эти лица входили.
В среде формирующейся общинно-родовой знати возникала тенденция к «сословному замыканию», пусть и довольно-таки слабо выраженному на данном этапе. Сын лиурая или старейшины мог взять в жёны только дочь равного себе. Кроме того, в среде знати получила развитие тенденция к полигамии в виде полигинии. Она демонстрировала высокое материальное и социальное положение и служила отличительным признаком знатности на фоне рядовых общинников. С течением времени выделяющаяся из общины знать стала пытаться институционализировать сложившиеся социальные отношения, закрепив нормы наследственной передачи власти. Из десятков и даже сотен ранее обособленных общин возникали территориальные протогосударственные образования во главе с наследственными правителями, по-прежнему называвшимися лиураями, но уже частично концентрировавшими в своих руках помимо светской власти зачатки религиозной власти. Это проявлялось в том факте, что лиураи теперь воспринимались в качестве «земных уполномоченных» главного божества тетумского пантеона («Маромак Оан», или «Божественный сын»). Возглавляемые ими территориальные образования назывались «лурахан» («lurahan»).
К моменту начала португальской колонизации острова эти протогосударственные образования так и оставались на этапе эволюции от первобытного общества к классовому, соединяя в себе черты обоих: наличие имущественного неравенства, социальной иерархии, наследственной передачи власти и выходящего за пределы одной общины централизованного управления сочетались с отсутствием формализованного аппарата принуждения.
На рубеже I—II тысячелетий н.э. Тимор уже был втянут в систему международных связей. Об этом свидетельствует целый ряд письменных источников азиатских государств (Китай, а также ряд малайских и яванских политических образований). Большинство из упоминаний Тимора в этих источниках связано с сандаловым деревом, а точнее с одним из его подвидов — белым сандалом. Голландскими учёными установлено, что ещё в эпоху империи Шривиджая (X век н.э.) сандал поступал с Тимора на берега Малаккского пролива для дальнейшего реэкспорта в Индию и Китай.
Тимор упоминается в китайском трактате Чжу Фань Чжи XII века, где он называется Ти-у и указывается, что он известен своим сандаловым деревом. Местные жители — Tи-мэнь — упомянуты в летописи «История Сун», датированной 1345 годом. В записках 1350 года путешественник Ван Даюань говорит о народах Ку-ли Ти-мэнь, что представляет собой искажение «Giri Timor», «остров Тимор».
Нагаракертагама, летопись империи Маджапахит, называла Тимор данником, но, как писал в XVI веке португальский историк Томе Пиреш, все острова к востоку от Явы назывались «Тимор». Индонезийские националисты использовали Маджапахит, чтобы оправдать посягания на Восточный Тимор и объявить его частью Индонезии. Ранние европейские исследователи сообщают, что в начале XVI-го века на острове было несколько маленьких вождеств или княжеств. Одним из наиболее значительных является королевство Вехали в центральном Тиморе, к которому присоединились этнические группы тетум, бунак и кемак.
В начале XVI века европейские колонизаторы — голландцы на западе острова и португальцы на востоке — разделили остров, изолировав восточнотиморцев от окружающего архипелага.